# Liste des médaillés aux Jeux olympiques d'été de 1972
Cet article liste les athlètes ayant remporté une médaille aux Jeux olympiques d'été de 1972 à Munich en Allemagne de l'Ouest.

## Athlétisme
| Épreuves          | Or                                                                                            | Argent                                                                              | Bronze                                                                        |
| ----------------- | --------------------------------------------------------------------------------------------- | ----------------------------------------------------------------------------------- | ----------------------------------------------------------------------------- |
| Hommes            |                                                                                               |                                                                                     |                                                                               |
| 100 m             | Valeriy Borzov (URS)                                                                          | Robert Taylor (USA)                                                                 | Lennox Miller (JAM)                                                           |
| 200 m             | Valeriy Borzov (URS)                                                                          | Larry Black (USA)                                                                   | Pietro Mennea (ITA)                                                           |
| 400 m             | Vincent Matthews (USA)                                                                        | Wayne Collett (USA)                                                                 | Julius Sang (KEN)                                                             |
| 800 m             | Dave Wottle (USA)                                                                             | Yevhen Arzhanov (URS)                                                               | Mike Boit (KEN)                                                               |
| 1 500 m           | Pekka Vasala (FIN)                                                                            | Kipchoge Keino (KEN)                                                                | Rod Dixon (NZL)                                                               |
| 5 000 m           | Lasse Virén (FIN)                                                                             | Mohammed Gammoudi (TUN)                                                             | Ian Stewart (GBR)                                                             |
| 10 000 m          | Lasse Virén (FIN)                                                                             | Emiel Puttemans (BEL)                                                               | Miruts Yifter (ETH)                                                           |
| Marathon          | Frank Shorter (USA)                                                                           | Karel Lismont (BEL)                                                                 | Mamo Wolde (ETH)                                                              |
| 110 m haies       | Rodney Milburn (USA)                                                                          | Guy Drut (FRA)                                                                      | Thomas Hill (USA)                                                             |
| 400 m haies       | John Akii-Bua (UGA)                                                                           | Ralph Mann (USA)                                                                    | David Hemery (GBR)                                                            |
| 3 000 m steeple   | Kipchoge Keino (KEN)                                                                          | Ben Jipcho (KEN)                                                                    | Tapio Kantanen (FIN)                                                          |
| Relais 4 × 100 m  | États-Unis Larry Black Eddie Hart Robert Taylor Gerald Tinker                                 | Union soviétique Valeriy Borzov Aleksandr Kornelyuk Vladimir Lovetskiy Juris Silovs | Allemagne de l'Ouest Klaus Ehl Jobst Hirscht Karlheinz Klotz Gerhard Wucherer |
| Relais 4 × 400 m  | Kenya Charles Asati Hezahiah Nyamau Robert Ouko Julius Sang                                   | Grande-Bretagne David Hemery David Jenkins Alan Pascoe Martin Reynolds              | France Gilles Bertould Jacques Carette Francis Kerbiriou Daniel Vélasquez     |
| 20 km marche      | Peter Frenkel (RDA)                                                                           | Volodymyr Holubnychy (URS)                                                          | Hans-Georg Reimann (RDA)                                                      |
| 50 km marche      | Bernd Kannenberg (RFA)                                                                        | Veniamin Soldatenko (URS)                                                           | Larry Young (USA)                                                             |
| Saut en hauteur   | Jüri Tarmak (URS)                                                                             | Stefan Junge (RDA)                                                                  | Dwight Stones (USA)                                                           |
| Saut en longueur  | Randy Williams (USA)                                                                          | Hans Baumgartner (RFA)                                                              | Arnie Robinson (USA)                                                          |
| Saut à la perche  | Wolfgang Nordwig (RDA)                                                                        | Bob Seagren (USA)                                                                   | Jan Johnson (USA)                                                             |
| Triple saut       | Viktor Saneïev (URS)                                                                          | Jörg Drehmel (RDA)                                                                  | Nelson Prudêncio (BRA)                                                        |
| Lancer du poids   | Władysław Komar (POL)                                                                         | George Woods (USA)                                                                  | Hartmut Briesenick (RDA)                                                      |
| Lancer du disque  | Ludvík Daněk (TCH)                                                                            | Jay Silvester (USA)                                                                 | Ricky Bruch (SWE)                                                             |
| Lancer du marteau | Anatoliy Bondarchuk (URS)                                                                     | Jochen Sachse (RDA)                                                                 | Vasiliy Khmelevskiy (URS)                                                     |
| Lancer du javelot | Klaus Wolfermann (RFA)                                                                        | Jānis Lūsis (URS)                                                                   | William Schmidt (USA)                                                         |
| Décathlon         | Mykola Avilov (URS)                                                                           | Leonid Lytvynenko (URS)                                                             | Ryszard Katus (POL)                                                           |
| Femmes            |                                                                                               |                                                                                     |                                                                               |
| 100 m             | Renate Stecher (RDA)                                                                          | Raelene Boyle (AUS)                                                                 | Silvia Chivás (CUB)                                                           |
| 200 m             | Renate Stecher (RDA)                                                                          | Raelene Boyle (AUS)                                                                 | Irena Szewińska (POL)                                                         |
| 400 m             | Monika Zehrt (RDA)                                                                            | Rita Wilden (RFA)                                                                   | Kathy Hammond (USA)                                                           |
| 800 m             | Hildegard Falck (RFA)                                                                         | Nijolė Sabaitė (URS)                                                                | Gunhild Hoffmeister (RDA)                                                     |
| 1 500 m           | Lyudmila Bragina (URS)                                                                        | Gunhild Hoffmeister (RDA)                                                           | Paola Pigni (ITA)                                                             |
| 100 m haies       | Annelie Ehrhardt (RDA)                                                                        | Valeria Bufanu (ROU)                                                                | Karin Balzer (RDA)                                                            |
| Relais 4 × 100 m  | Allemagne de l'Ouest Christiane Krause Ingrid Mickler-Becker Annegret Richter Heide Rosendahl | Allemagne de l'Est Evelin Kaufer Christina Heinich Renate Stecher Bärbel Struppert  | Cuba Silvia Chivás Marlene Elejalde Fulgencia Romay Carmen Valdés             |
| Relais 4 × 400 m  | Allemagne de l'Est Dagmar Käsling Rita Kühne Helga Seidler Monika Zehrt                       | États-Unis Mable Fergerson Kathy Hammond Madeline Manning Cheryl Toussaint          | Allemagne de l'Ouest Inge Bödding Hildegard Falck Anette Rückes Rita Wilden   |
| Saut en hauteur   | Ulrike Meyfarth (RFA)                                                                         | Yordanka Blagoeva (BUL)                                                             | Ilona Gusenbauer (AUT)                                                        |
| Saut en longueur  | Heide Rosendahl (RFA)                                                                         | Diana Yorgova (BUL)                                                                 | Eva Šuranová (TCH)                                                            |
| Lancer du poids   | Nadezhda Chizhova (URS)                                                                       | Margitta Gummel (RDA)                                                               | Ivanka Hristova (BUL)                                                         |
| Lancer du disque  | Faïna Melnyk (URS)                                                                            | Argentina Menis (ROU)                                                               | Vasilka Stoeva (BUL)                                                          |
| Lancer du javelot | Ruth Fuchs (RDA)                                                                              | Jacqueline Todten (RDA)                                                             | Kate Schmidt (USA)                                                            |
| Pentathlon        | Mary Peters (GBR)                                                                             | Heide Rosendahl (RFA)                                                               | Burglinde Pollak (RDA)                                                        |

## Aviron
| Épreuves            | Or | Argent | Bronze |
| ------------------- | --- | --- | --- |
| Hommes              | | | |
| Skiff               | Yuriy Malyshev (URS) | Alberto Demiddi (ARG) | Wolfgang Güldenpfennig (RDA) |
| Deux de couple      | Union soviétique Guennadi Korchikov Aleksandr Timoshinin                                                                          | Norvège Frank Hansen Svein Thøgersen | Allemagne de l'Est Joachim Böhmer Hans-Ulrich Schmied |
| Deux sans barreur   | Allemagne de l'Est Siegfried Brietzke Wolfgang Mager                                                                              | Suisse Alfred Bachmann Heinrich Fischer | Pays-Bas Roel Luynenburg Ruud Stokvis |
| Quatre sans barreur | Allemagne de l'Est Frank Forberger Dieter Grahn Frank Rühle Dieter Schubert                                                       | Nouvelle-Zélande Ross Collinge Noel Mills Dudley Storey Dick Tonks                                                                                   | Allemagne de l'Ouest Joachim Ehrig Peter Funnekötter Franz Held Wolfgang Plottke                                                                                       |
| Deux avec barreur   | Allemagne de l'Est Wolfgang Gunkel Jörg Lucke Klaus-Dieter Neubert                                                                | Tchécoslovaquie Vladimír Petříček Oldřich Svojanovský Pavel Svojanovský                                                                              | Roumanie Petre Ceapura Ladislau Lovrenschi Ștefan Tudor |
| Quatre avec barreur | Allemagne de l'Ouest Gerhard Auer Uwe Benter Peter Berger Alois Bierl Hans-Johann Färber                                          | Allemagne de l'Est Reinhard Gust Rolf Jobst Klaus-Dieter Ludwig Eckhard Martens Dietrich Zander                                                      | Tchécoslovaquie Vladimír Jánoš Otakar Mareček Karel Neffe Vladimír Petříčekek František Provazník                                                                      |
| Huit                | Nouvelle-Zélande Trevor Coker Simon Dickie Athol Earl John Hunter Tony Hurt Dick Joyce Gary Robertson Wybo Veldman Lindsay Wilson | États-Unis Eugene Clapp Franklin Hobbs William Hobbs Paul Hoffman Cleve Livingston Michael Livingston Timothy Mickelson Peter Raymond Lawrence Terry | Allemagne de l'Est Hans-Joachim Borzym Harold Dimke Bernd Landvoigt Jörg Landvoigt Heinri Mederow Hartmut Schreiber Manfred Schneider Manfred Schmorde Dietmar Schwarz |

## Basket-ball
| Épreuves         | Or | Argent | Bronze |
| ---------------- | --- | --- | --- |
| Tournoi masculin | Union soviétique Aleksandr Belov Sergei Belov Aleksandr Boloshev Ivan Dvorny Ivan Edeshko Aljan Jarmoukhamedov Mikheil Korkiya Sergei Kovalenko Modestas Paulauskas Anatoli Polivoda Zurab Sakandelidze Gennadi Volnov | États-Unis Mike Bantom Jim Brewer Tommy Burleson Doug Collins Kenneth Davis James Forbes Tom Henderson Bobby Jones Dwight Jones Kevin Joyce Tom McMillen Ed Ratleff | Cuba José Miguel Alvarez Miguel Calderón Rafael Cañizares Pedro Chappé Juan Carlos Domecq Tomás Herrera Martínez Ruperto Herrera Conrado Pérez Juan Roca Franklin Standard Alejandro Urgelles Guibot Óscar Varona |

## Boxe
| Épreuves                            | Or                        | Argent                  | Bronze                  |
| ----------------------------------- | ------------------------- | ----------------------- | ----------------------- |
| Hommes                              |                           |                         |                         |
| Poids mi-mouches Moins de 48 kg     | György Gedó (HUN)         | Kim U-gil (PRK)         | Ralph Evans (GBR)       |
| Poids mi-mouches Moins de 48 kg     | György Gedó (HUN)         | Kim U-gil (PRK)         | Enrique Rodríguez (ESP) |
| Poids mouches Moins de 51 kg        | Georgi Kostadinov (BUL)   | Leo Rwabwogo (UGA)      | Leszek Błażyński (POL)  |
| Poids mouches Moins de 51 kg        | Georgi Kostadinov (BUL)   | Leo Rwabwogo (UGA)      | Douglas Rodríguez (CUB) |
| Poids coqs Moins de 54 kg           | Orlando Martínez (CUB)    | Alfonso Zamora (MEX)    | Ricardo Carreras (USA)  |
| Poids coqs Moins de 54 kg           | Orlando Martínez (CUB)    | Alfonso Zamora (MEX)    | Georges Turpin (GBR)    |
| Poids plumes Moins de 57 kg         | Boris Kuznetsov (URS)     | Philip Waruinge (KEN)   | András Botos (HUN)      |
| Poids plumes Moins de 57 kg         | Boris Kuznetsov (URS)     | Philip Waruinge (KEN)   | Clemente Rojas (COL)    |
| Poids légers Moins de 60 kg         | Jan Szczepański (POL)     | László Orbán (HUN)      | Samuel Mbugua (KEN)     |
| Poids légers Moins de 60 kg         | Jan Szczepański (POL)     | László Orbán (HUN)      | Alfonso Pérez (COL)     |
| Poids super-légers Moins de 63,5 kg | Sugar Ray Seales (USA)    | Angel Angelov (BUL)     | Issaka Dabore (NIG)     |
| Poids super-légers Moins de 63,5 kg | Sugar Ray Seales (USA)    | Angel Angelov (BUL)     | Zvonimir Vujin (YUG)    |
| Poids welters Moins de 67 kg        | Emilio Correa (CUB)       | János Kajdi (HUN)       | Richard Murunga (KEN)   |
| Poids welters Moins de 67 kg        | Emilio Correa (CUB)       | János Kajdi (HUN)       | Jesse Valdez (USA)      |
| Poids super-welters Moins de 71 kg  | Dieter Kottysch (RFA)     | Wiesław Rudkowski (POL) | Alan Minter (GBR)       |
| Poids super-welters Moins de 71 kg  | Dieter Kottysch (RFA)     | Wiesław Rudkowski (POL) | Peter Tiepold (RDA)     |
| Poids moyens Moins de 75 kg         | Vyacheslav Lemeshev (URS) | Reima Virtanen (FIN)    | Prince Amartey (GHA)    |
| Poids moyens Moins de 75 kg         | Vyacheslav Lemeshev (URS) | Reima Virtanen (FIN)    | Marvin Johnson (USA)    |
| Poids mi-lourds Moins de 81 kg      | Mate Parlov (YUG)         | Gilberto Carrillo (CUB) | Janusz Gortat (POL)     |
| Poids mi-lourds Moins de 81 kg      | Mate Parlov (YUG)         | Gilberto Carrillo (CUB) | Isaac Ikhouria (NGR)    |
| Poids lourds Plus de 81 kg          | Teófilo Stevenson (CUB)   | Ion Alexe (ROU)         | Peter Hussing (RFA)     |
| Poids lourds Plus de 81 kg          | Teófilo Stevenson (CUB)   | Ion Alexe (ROU)         | Hasse Thomsén (SWE)     |

## Canoë-kayak

### Slalom
| Épreuves | Or                                                  | Argent                                                  | Bronze                                  |
| -------- | --------------------------------------------------- | ------------------------------------------------------- | --------------------------------------- |
| Hommes   |                                                     |                                                         |                                         |
| C1       | Reinhard Eiben (RDA)                                | Reinhold Kauder (RFA)                                   | James McEwan (USA)                      |
| C2       | Allemagne de l'Est Rolf-Dieter Amend Walter Hofmann | Allemagne de l'Ouest Wilhelm Baues Hans-Otto Schumacher | France Jean-Claude Olry Jean-Louis Olry |
| K1       | Siegbert Horn (RDA)                                 | Norbert Sattler (AUT)                                   | Harald Gimpel (RDA)                     |
| Femmes   |                                                     |                                                         |                                         |
| K1       | Angelika Bahmann (RDA)                              | Gisela Grothaus (RFA)                                   | Magdalena Wunderlich (RFA)              |

## Cyclisme

### Piste
| Épreuves               | Or                                                                              | Argent                                                                          | Bronze                                                                 |
| ---------------------- | ------------------------------------------------------------------------------- | ------------------------------------------------------------------------------- | ---------------------------------------------------------------------- |
| Hommes                 |                                                                                 |                                                                                 |                                                                        |
| Kilomètre              | Niels Fredborg (DEN)                                                            | Danny Clark (AUS)                                                               | Jürgen Schütze (RDA)                                                   |
| Vitesse individuelle   | Daniel Morelon (FRA)                                                            | John Nicholson (AUS)                                                            | Omar Phakadze (URS)                                                    |
| Tandem                 | Union soviétique Vladimir Semenets Igor Tselovalnikov                           | Allemagne de l'Est Hans-Jürgen Geschke Werner Otto                              | Pologne Andrzej Bek Benedykt Kocot                                     |
| Poursuite individuelle | Knut Knudsen (NOR)                                                              | Xaver Kurmann (SUI)                                                             | Hans Lutz (RDA)                                                        |
| Poursuite par équipes  | Allemagne de l'Ouest Jürgen Colombo Günter Haritz Udo Hempel Günther Schumacher | Allemagne de l'Est Thomas Huschke Heinz Richter Herbert Richter Uwe Unterwalder | Grande-Bretagne Michael Bennett Ian Hallam Ronald Keeble William Moore |

### Route
| Épreuves                     | Or                                                                               | Argent                                                               | Bronze       |
| ---------------------------- | -------------------------------------------------------------------------------- | -------------------------------------------------------------------- | ------------ |
| Hommes                       |                                                                                  |                                                                      |              |
| Course en ligne              | Hennie Kuiper (NED)                                                              | Clyde Sefton (AUS)                                                   | non décernée |
| Contre-la-montre par équipes | Union soviétique Boris Choukhov Valeri Iardy Guennadi Komnatov Valeri Likhatchev | Pologne Edward Barcik Lucjan Lis Stanisław Szozda Ryszard Szurkowski | non décernée |

## Équitation
| Épreuves                     | Or | Argent | Bronze |
| ---------------------------- | --- | --- | --- |
| Concours complet individuel  | Richard Meade sur Laurieston (GBR) | Alessandro Argenton sur Woodland (ITA) | Jan Jönsson sur Sarajevo (SWE) |
| Concours complet par équipes | Grande-Bretagne Mary Gordon-Watson sur Cornishman Richard Meade sur Laurieston Bridget Parker sur Cornish Gold Mark Phillips sur Great Ovation | États-Unis Bruce Davidson sur Plain Sailing Kevin Freeman sur Good Mixture John Michael Plumb sur Free and Easy James C. Wofford sur Kilkenny | Allemagne de l'Ouest Ludwig Gössing sur Chicago Horst Karsten sur Sioux Harry Klugmann sur Christopher Robert Karl Schultz sur Pisco       |
| Dressage individuel          | Liselott Linsenhoff sur Piaff (RFA) | Yelena Petushkova sur Pepel (URS) | Josef Neckermann sur Venetia (RFA) |
| Dressage par équipes         | Union soviétique Ivan Kalita sur Tarif Ivan Kizimov sur Ikhor Yelena Petushkova sur Pepel                                                      | Allemagne de l'Ouest Liselott Linsenhoff sur Piaff Josef Neckermann sur Venetia Karin Schlüter sur Liostro                                    | Suède Ulla Håkansson sur Ajax Ninna Swaab sur Casanova Maud von Rosen sur Lucky Boy                                                        |
| Saut d'obstacles individuel  | Graziano Mancinelli sur Ambassador (ITA) | Ann Moore sur Psalm (GBR) | Neal Shapiro sur Sloopy (USA) |
| Saut d'obstacles par équipes | Allemagne de l'Ouest Fritz Ligges sur Robin Hartwig Steenken sur Simona Gerd Wiltfang sur Askan Hans Günter Winkler sur Trophy                 | États-Unis Frank Chapot sur White Lightning Kathryn Kusner sur Fleet Apple Neal Shapiro sur Sloopy William Steinkraus sur Main Spring         | Italie Piero D'Inzeo sur Easter Light Raimondo D'Inzeo sur Fiorello Graziano Mancinelli sur Ambassador Vittorio Orlandi sur Fulmer Feather |

## Escrime
| Épreuves           | Or | Argent | Bronze                                                                                              |
| ------------------ | --- | --- | --------------------------------------------------------------------------------------------------- |
| Hommes             | | | |
| Épée individuel    | Csaba Fenyvesi (HUN)                                                                                             | Jacques Ladègaillerie (FRA)                                                                                  | Győző Kulcsár (HUN)                                                                                 |
| Épée par équipe    | Hongrie Sándor Erdős Csaba Fenyvesi Győző Kulcsár Pál Schmitt Istvan Osztrics                                    | Suisse Guy Evéquoz Daniel Giger Christian Kauter Peter Lötscher François Suchanecki                          | Union soviétique Hryhoriy Kriss Viktor Modzolevski Sergueï Paramonov Igor Valetov Gueorgui Zajitski |
| Fleuret individuel | Witold Woyda (POL)                                                                                               | Jenő Kamuti (HUN)                                                                                            | Christian Noël (FRA)                                                                                |
| Fleuret par équipe | Pologne Marek Dąbrowski Arkadiusz Godel Jerzy Kaczmarek Lech Koziejowski Witold Woyda                            | Union soviétique Vladimir Denisov Anatoli Kotechev Viktor Poutiatin Leonid Romanov Vassili Stankovich        | France Gilles Berolatti Jean-Claude Magnan Christian Noël Daniel Revenu Bernard Talvard             |
| Sabre individuel   | Viktor Sidyak (URS)                                                                                              | Péter Marót (HUN)                                                                                            | Vladimir Nazlymov (URS)                                                                             |
| Sabre par équipe   | Italie Michele Maffei Mario Aldo Montano Mario Tullio Montano Rolando Rigoli Cesare Salvadori                    | Union soviétique Viktor Bajenov Vladimir Nazlymov Mark Rakita Viktor Sidyak Edouard Vinokurov                | Hongrie Péter Bakonyi Pál Gerevich Tamás Kovács Péter Marót Tibor Pézsa                             |
| Femmes             | | | |
| Fleuret individuel | Antonella Ragno-Lonzi (ITA)                                                                                      | Ildikó Farkasinszky-Bóbis (HUN)                                                                              | Galina Gorokhova (URS)                                                                              |
| Fleuret par équipe | Union soviétique Svetlana Chirkova Galina Gorokhova Elena Novikova-Belova Tatiana Samousenko Aleksandra Zabelina | Hongrie Ildikó Farkasinszky-Bóbis Ildikó Rejtő Ildikó Rónay-Matuscsák Ildikó Schwarczenberger Mária Szolnoki | Roumanie Ana Derșidan-Ene-Pascu Ileana Gyulai-Drîmbă-Jenei Olga Orbán-Szabó Ecaterina Stahl-Iencic  |

## Football
| Épreuves         | Or | Argent | Bronze |
| ---------------- | --- | --- | --- |
| Tournoi masculin | Pologne Zygmunt Anczok Lesław Ćmikiewicz Kazimierz Deyna Robert Gadocha Jerzy Gorgoń Zbigniew Gut Kazimierz Kmiecik Hubert Kostka Jerzy Kraska Grzegorz Lato Włodzimierz Lubański Joachim Marx Zygmunt Maszczyk Marian Ostafiński Marian Szeja Zygfryd Szołtysik Antoni Szymanowski Ryszard Szymczak | Hongrie László Bálint László Branikovits Antal Dunai Ede Dunai István Géczi Péter Juhász Lajos Kocsis Mihály Kozma József Kovács Lajos Kű Miklós Páncsics Ádám Rothermel Lajos Szűcs Kálmán Tóth Béla Várady Péter Vépi Csaba Vidáts | Allemagne de l'Est Bernd Bransch Jürgen Croy Peter Ducke Frank Ganzera Reinhard Häfner Harald Irmscher Hans-Jürgen Kreische Lothar Kurbjuweit Jürgen Pommerenke Dieter Schneider Ralf Schulenberg Wolfgang Seguin Jürgen Sparwasser Joachim Streich Axel Tyll Eberhard Vogel Siegmar Wätzlich Konrad Weise Manfred Zapf Union soviétique Arkadi Andreasyan Oleg Blokhine Revaz Dzodzouachvili Iouri Ieliseïev Iouri Istomine Vladimir Kaplitchny Mourtaz Khourtsilava Viktor Kolotov Anatoli Kuksov Yevgeni Lovchev Sergueï Olchanski Vladimir Onischenko Vladimir Pilguy Yevhen Rudakov Viatcheslav Semionov Yozhef Sabo Andreï Yakubik Gennady Yevriuzhikin Oganes Zanazanyan |

## Gymnastique artistique
| Épreuves                    | Or | Argent | Bronze |
| --------------------------- | --- | --- | --- |
| Hommes                      | | | |
| Concours par équipes        | Japon Shigeru Kasamatsu Sawao Katō Eizō Kenmotsu Akinori Nakayama Teruichi Okamura Mitsuo Tsukahara            | Union soviétique Nikolai Andrianov Vladimir Chtchoukin Viktor Klimenko Aleksandr Malïev Edvard Mikaelian Mikhail Voronin | Allemagne de l'Est Matthias Brehme Wolfgang Klotz Klaus Köste Jürgen Paeke Reinhard Rychly Wolfgang Thüne |
| Concours général individuel | Sawao Katō (JPN)                                                                                               | Eizō Kenmotsu (JPN) | Akinori Nakayama (JPN)                                                                                    |
| Sol                         | Nikolai Andrianov (URS)                                                                                        | Akinori Nakayama (JPN)                                                                                                   | Shigeru Kasamatsu (JPN)                                                                                   |
| Cheval d'arçon              | Viktor Klimenko (URS)                                                                                          | Sawao Katō (JPN) | Eizō Kenmotsu (JPN)                                                                                       |
| Anneaux                     | Akinori Nakayama (JPN)                                                                                         | Mikhail Voronin (URS) | Mitsuo Tsukahara (JPN)                                                                                    |
| Saut de cheval              | Klaus Köste (RDA)                                                                                              | Viktor Klimenko (URS) | Nikolai Andrianov (URS)                                                                                   |
| Barres parallèles           | Sawao Katō (JPN)                                                                                               | Shigeru Kasamatsu (JPN)                                                                                                  | Eizō Kenmotsu (JPN)                                                                                       |
| Barre fixe                  | Mitsuo Tsukahara (JPN)                                                                                         | Sawao Katō (JPN) | Shigeru Kasamatsu (JPN)                                                                                   |
| Femmes                      | | | |
| Concours par équipes        | Union soviétique Lyubov Burda Olga Korbut Antonina Koshel Tamara Lazakovitch Elvira Saadi Ludmilla Tourischeva | Allemagne de l'Est Irene Abel Angelika Hellmann Karin Janz Richarda Schmeißer Christine Schmitt Erika Zuchold            | Hongrie Ilona Békési Mónika Császár Márta Kelemen Anikó Kéry Krisztina Medveczky Zsuzsa Nagy              |
| Concours général individuel | Ludmilla Tourischeva (URS)                                                                                     | Karin Janz (RDA) | Tamara Lazakovitch (URS)                                                                                  |
| Saut de cheval              | Karin Janz (RDA)                                                                                               | Erika Zuchold (RDA) | Ludmilla Tourischeva (URS)                                                                                |
| Barres asymétriques         | Karin Janz (RDA)                                                                                               | Olga Korbut (URS) Erika Zuchold (RDA)                                                                                    | |
| Poutre                      | Olga Korbut (URS)                                                                                              | Tamara Lazakovitch (URS)                                                                                                 | Karin Janz (RDA)                                                                                          |
| Sol                         | Olga Korbut (URS)                                                                                              | Ludmilla Tourischeva (URS)                                                                                               | Tamara Lazakovitch (URS)                                                                                  |

## Haltérophilie
| Épreuves         | Or                       | Argent                    | Bronze                   |
| ---------------- | ------------------------ | ------------------------- | ------------------------ |
| Hommes           |                          |                           |                          |
| Moins de 52 kg   | Zygmunt Smalcerz (POL)   | Lajos Szűcs (HUN)         | Sándor Holczreiter (HUN) |
| Moins de 56 kg   | Imre Földi (HUN)         | Mohammad Nassiri (IRI)    | Guennadi Tchetin (URS)   |
| Moins de 60 kg   | Norair Nurikyan (BUL)    | Dito Chanidze (URS)       | János Benedek (HUN)      |
| Moins de 67,5 kg | Moukharbi Kirjinov (URS) | Mladen Kuchev (BUL)       | Zbigniew Kaczmarek (POL) |
| Moins de 75 kg   | Yordan Bikov (BUL)       | Mohamed Tarabulsi (LIB)   | Anselmo Silvino (ITA)    |
| Moins de 82,5 kg | Leif Jenssen (NOR)       | Norbert Ozimek (POL)      | György Horváth (HUN)     |
| Moins de 90 kg   | Andon Nikolov (BUL)      | Atanas Shopov (BUL)       | Hans Bettembourg (SWE)   |
| Moins de 110 kg  | Jaan Talts (URS)         | Aleksandar Kraychev (BUL) | Stefan Grützner (RDA)    |
| Plus de 110 kg   | Vassili Alexeiev (URS)   | Rudolf Mang (RFA)         | Gerd Bonk (RDA)          |

## Handball
| Épreuves         | Or | Argent | Bronze |
| ---------------- | --- | --- | --- |
| Tournoi masculin | Yougoslavie Abas Arslanagić Čedomir Bugarski Petar Fajfrić Hrvoje Horvat Milorad Karalić Đorđe Lavrnić Milan Lazarević Zdravko Miljak Slobodan Mišković Branislav Pokrajac Nebojša Popović Miroslav Pribanić Dobrivoje Selec Albin Vidović Zdenko Zorko Zoran Živković | Tchécoslovaquie Ladislav Beneš František Brůna Vladimír Haber Vladimír Jarý Jiří Kavan Arnošt Klimčík Jaroslav Konečný František Kralik Jindřich Krepindl Vincent Lafko Andrej Lukošík Pavol Mikeš Peter Pospíšil Ivan Satrapa Zdeněk Škára Jaroslav Škarvan | Roumanie Ștefan Birtalan Adrian Cosma Alexandru Dincă Cristian Gațu Gheorghe Gruia Roland Gunesch Gabriel Kicsid Ghiță Licu Dan Marin Cornel Penu Valentin Samungi Simon Schobel Werner Stockl Constantin Tudosie Radu Voina |

## Hockey sur gazon
| Épreuves         | Or | Argent | Bronze |
| ---------------- | --- | --- | --- |
| Tournoi masculin | Allemagne de l'Ouest Wolfgang Baumgart Horst Dröse Dieter Freise Werner Kaessmann Carsten Keller Detlev Kittstein Ulrich Klaes Peter Kraus Michael Krause Michael Peter Wolfgang Rott Fritz Schmidt Rainer Seifert Wolfgang Strödter Eckart Suhl Eduard Thelen Peter Trump Uli Vos | Pakistan Jahangir Ahmad Butt Iftikhar Ahmed Riaz Ahmed Rasool Akhtar Saeed Anwar Mohammed Asad Malik Mudassar Asghar Islahud Din Akhtarul Islam Abdul Rashid Jr. Fezalur Rehman Muhammad Shahnaz Saleem Sherwani Mohammad Zahid Munawarux Zaman | Inde Govin Billimogaputtaswamy Charles Cornelius Manuel Frederick Ashok Kumar Kindo Michael Galesh Mollerapoovayya Krishnamurty Perumal Ajitpal Singh Harbinder Singh Harcharan Singh Harmik Singh Kulwant Singh Mukhbain Singh Varinder Singh |

## Judo
| Épreuves          | Or                       | Argent                               | Bronze                                         |
| ----------------- | ------------------------ | ------------------------------------ | ---------------------------------------------- |
| Hommes            |                          |                                      |                                                |
| Moins de 63 kg    | Takao Kawaguchi (JPN)    | Bakhvain Buyadaa (MGL) (disqualifié) | Kim Yong-ik (PRK) Jean-Jacques Mounier (FRA)   |
| Moins de 70 kg    | Toyokazu Nomura (JPN)    | Antoni Zajkowski (POL)               | Dietmar Hötger (RDA) Anatoli Novikov (URS)     |
| Moins de 80 kg    | Shinobu Sekine (JPN)     | Oh Seung-lip (KOR)                   | Jean-Paul Coche (FRA) Brian Jacks (GBR)        |
| Moins de 93 kg    | Shota Chochishvili (URS) | David Starbrook (GBR)                | Paul Barth (RFA) Chiaki Ishii (BRA)            |
| Plus de 93 kg     | Wim Ruska (NED)          | Klaus Glahn (RFA)                    | Motoki Nishimura (JPN) Givi Onashvili (URS)    |
| Toutes catégories | Wim Ruska (NED)          | Vitali Kouznetsov (URS)              | Jean-Claude Brondani (FRA) Angelo Parisi (GBR) |

## Lutte

### Gréco-romaine
| Épreuves        | Or                         | Argent                     | Bronze                   |
| --------------- | -------------------------- | -------------------------- | ------------------------ |
| Hommes          |                            |                            |                          |
| Moins de 48 kg  | Gheorghe Berceanu (ROU)    | Rahim Aliabadi (IRI)       | Stefan Angelov (BUL)     |
| Moins de 52 kg  | Petar Kirov (BUL)          | Kōichirō Hirayama (JPN)    | Giuseppe Bognanni (ITA)  |
| Moins de 57 kg  | Roustem Kazakov (URS)      | Hans-Jürgen Veil (RFA)     | Risto Björlin (FIN)      |
| Moins de 62 kg  | Georgi Markov (en) (BUL)   | Heinz-Helmut Wehling (RDA) | Kazimierz Lipień (POL)   |
| Moins de 68 kg  | Shamil Khisamutdinov (URS) | Stoyan Apostolov (BUL)     | Gian Matteo Ranzi (ITA)  |
| Moins de 74 kg  | Vítězslav Mácha (TCH)      | Pétros Galaktópoulos (BUL) | Jan Karlsson (SWE)       |
| Moins de 82 kg  | Csaba Hegedűs (HUN)        | Anatoli Nazarenko (URS)    | Milan Nenadić (YUG)      |
| Moins de 90 kg  | Valeriy Rezantsev (URS)    | Josip Čorak (YUG)          | Czesław Kwieciński (POL) |
| Moins de 100 kg | Nicolae Martinescu (ROU)   | Nikolaï Iakovenko (URS)    | Ferenc Kiss (HUN)        |
| Plus de 100 kg  | Anatoly Roshchin (URS)     | Aleksandar Tomov (BUL)     | Victor Dolipschi (ROU)   |

### Libre
| Épreuves        | Or                       | Argent                       | Bronze                   |
| --------------- | ------------------------ | ---------------------------- | ------------------------ |
| Hommes          |                          |                              |                          |
| Moins de 48 kg  | Roman Dmitriyev (URS)    | Ognyan Nikolov (BUL)         | Ebrahim Javadipour (IRI) |
| Moins de 52 kg  | Kiyomi Katō (JPN)        | Arsen Alakhverdiev (URS)     | Kim Gwong-hyong (PRK)    |
| Moins de 57 kg  | Hideaki Yanagida (JPN)   | Richard Sanders (USA)        | László Klinga (HUN)      |
| Moins de 62 kg  | Zagalav Abdulbekov (URS) | Vehbi Akdağ (TUR)            | Ivan Krastev (BUL)       |
| Moins de 68 kg  | Dan Gable (USA)          | Kikuo Wada (JPN)             | (URS)                    |
| Moins de 74 kg  | Wayne Wells (USA)        | Jan Karlsson (SWE)           | Adolf Seger (RFA)        |
| Moins de 82 kg  | Levan Tediashvili (URS)  | John Peterson (USA)          | Vasile Iorga (ROU)       |
| Moins de 90 kg  | Ben Peterson (USA)       | Guennadi Strakhov (URS)      | Károly Bajkó (HUN)       |
| Moins de 100 kg | Ivan Yarygin (URS)       | Khorloogiin Bayanmönkh (MGL) | József Csatári (HUN)     |
| Plus de 100 kg  | Aleksandr Medved (URS)   | Osman Duraliev (BUL)         | Chris Taylor (USA)       |

## Natation
| Épreuves                    | Or                                                                      | Argent                                                                         | Bronze                                                                               |
| --------------------------- | ----------------------------------------------------------------------- | ------------------------------------------------------------------------------ | ------------------------------------------------------------------------------------ |
| Hommes                      |                                                                         |                                                                                |                                                                                      |
| 100 m nage libre            | Mark Spitz (USA)                                                        | Jerry Heidenreich (USA)                                                        | Vladimir Bure (URS)                                                                  |
| 200 m nage libre            | Mark Spitz (USA)                                                        | Steve Genter (USA)                                                             | Werner Lampe (RFA)                                                                   |
| 400 m nage libre            | Brad Cooper (AUS)                                                       | Steve Genter (USA)                                                             | Tom McBreen (USA)                                                                    |
| 1 500 m nage libre          | Mike Burton (USA)                                                       | Graham Windeatt (AUS)                                                          | Doug Northway (USA)                                                                  |
| 100 m dos                   | Roland Matthes (RDA)                                                    | Michael Stamm (USA)                                                            | John Murphy (USA)                                                                    |
| 200 m dos                   | Roland Matthes (RDA)                                                    | Michael Stamm (USA)                                                            | Mitchell Ivey (USA)                                                                  |
| 100 m brasse                | Nobutaka Taguchi (JPN)                                                  | Tom Bruce (USA)                                                                | John Hencken (USA)                                                                   |
| 200 m brasse                | John Hencken (USA)                                                      | David Wilkie (GBR)                                                             | Nobutaka Taguchi (JPN)                                                               |
| 100 m papillon              | Mark Spitz (USA)                                                        | Bruce Robertson (CAN)                                                          | Jerry Heidenreich (USA)                                                              |
| 200 m papillon              | Mark Spitz (USA)                                                        | Gary Hall Sr. (USA)                                                            | Robin Backhaus (USA)                                                                 |
| 200 m 4 nages               | Gunnar Larsson (SWE)                                                    | Tim McKee (USA)                                                                | Steve Furniss (USA)                                                                  |
| 400 m 4 nages               | Gunnar Larsson (SWE)                                                    | Tim McKee (USA)                                                                | András Hargitay (HUN)                                                                |
| Relais 4 × 100 m nage libre | États-Unis David Edgar Jerry Heidenreich John Murphy Mark Spitz         | Union soviétique Viktor Aboimov Vladimir Bure Igor Grivennikov Viktor Mazanov  | Allemagne de l'Est Peter Bruch Wilfried Hartung Roland Matthes Lutz Unger            |
| Relais 4 × 200 m nage libre | États-Unis Steve Genter John Kinsella Mark Spitz Fred Tyler             | Allemagne de l'Ouest Hans Fassnacht Werner Lampe Klaus Steinbach Hans Vosseler | Union soviétique Vladimir Bure Igor Grivennikov Georgi Kulikov Viktor Mazanov        |
| Relais 4 × 100 m 4 nages    | États-Unis Tom Bruce Jerry Heidenreich Mark Spitz Michael Stamm         | Allemagne de l'Est Hartmut Flöckner Klaus Katzur Roland Matthes Lutz Unger     | Canada Erik Fish Robert Kasting William Mahony Bruce Robertson                       |
| Femmes                      |                                                                         |                                                                                |                                                                                      |
| 100 m nage libre            | Sandra Neilson (USA)                                                    | Shirley Babashoff (USA)                                                        | Shane Gould (AUS)                                                                    |
| 200 m nage libre            | Shane Gould (AUS)                                                       | Shirley Babashoff (USA)                                                        | Keena Rothhammer (USA)                                                               |
| 400 m nage libre            | Shane Gould (AUS)                                                       | Novella Calligaris (ITA)                                                       | Gudrun Wegner (RDA)                                                                  |
| 800 m nage libre            | Keena Rothhammer (USA)                                                  | Shane Gould (AUS)                                                              | Novella Calligaris (ITA)                                                             |
| 100 m dos                   | Melissa Belote (USA)                                                    | Andrea Gyarmati (HUN)                                                          | Susie Atwood (USA)                                                                   |
| 200 m dos                   | Melissa Belote (USA)                                                    | Susie Atwood (USA)                                                             | Donna Gurr (CAN)                                                                     |
| 100 m brasse                | Catherine Carr (USA)                                                    | Galina Stepanova (URS)                                                         | Beverley Whitfield (AUS)                                                             |
| 200 m brasse                | Beverley Whitfield (AUS)                                                | Dana Schoenfield (USA)                                                         | Galina Stepanova (URS)                                                               |
| 100 m papillon              | Mayumi Aoki (JPN)                                                       | Roswitha Beier (RDA)                                                           | Andrea Gyarmati (HUN)                                                                |
| 200 m papillon              | Karen Moe (USA)                                                         | Lynn Colella (USA)                                                             | Ellie Daniel (USA)                                                                   |
| 200 m 4 nages               | Shane Gould (AUS)                                                       | Kornelia Ender (RDA)                                                           | Lynn Vidali (USA)                                                                    |
| 400 m 4 nages               | Gail Neall (AUS)                                                        | Leslie Cliff (CAN)                                                             | Novella Calligaris (ITA)                                                             |
| Relais 4 × 100 m nage libre | États-Unis Shirley Babashoff Jane Barkman Jennifer Kemp Sandra Neilson  | Allemagne de l'Est Andrea Eife Kornelia Ender Elke Sehmisch Gabriele Wetzko    | Allemagne de l'Ouest Gudrun Beckmann Heidemarie Reineck Angela Steinbach Jutta Weber |
| Relais 4 × 100 m 4 nages    | États-Unis Melissa Belote Catherine Carr Deena Deardurff Sandra Neilson | Allemagne de l'Est Roswitha Beier Kornelia Ender Christine Herbst Renate Vogel | Allemagne de l'Ouest Gudrun Beckmann Vreni Eberle Silke Pielen Heidemarie Reineck    |

## Pentathlon moderne
| Épreuves   | Or                                                               | Argent                                           | Bronze                                             |
| ---------- | ---------------------------------------------------------------- | ------------------------------------------------ | -------------------------------------------------- |
| Hommes     |                                                                  |                                                  |                                                    |
| Individuel | András Balczó (HUN)                                              | Boris Onishchenko (URS)                          | Pavel Lednev (URS)                                 |
| Par équipe | Union soviétique Pavel Lednev Boris Onishchenko Vladimir Shmelev | Hongrie Pál Bakó András Balczó Zsigmond Villányi | Finlande Risto Hurme Martti Ketelä Veikko Salminen |

## Plongeon
| Épreuves        | Or                   | Argent                 | Bronze                 |
| --------------- | -------------------- | ---------------------- | ---------------------- |
| Hommes          |                      |                        |                        |
| Tremplin à 3 m  | Vladimir Vasin (URS) | Giorgio Cagnotto (ITA) | Craig Lincoln (USA)    |
| Haut-vol à 10 m | Klaus Dibiasi (ITA)  | Richard Rydze (USA)    | Giorgio Cagnotto (ITA) |
| Femmes          |                      |                        |                        |
| Tremplin à 3 m  | Micki King (USA)     | Ulrika Knape (SWE)     | Marina Janicke (RDA)   |
| Haut-vol à 10 m | Ulrika Knape (SWE)   | Milena Duchková (TCH)  | Marina Janicke (RDA)   |

## Tir
| Épreuves                   | Or                     | Argent                   | Bronze                 |
| -------------------------- | ---------------------- | ------------------------ | ---------------------- |
| Hommes                     |                        |                          |                        |
| Carabine libre             | Lones Wigger (USA)     | Boris Melnik (URS)       | Lajos Papp (HUN)       |
| Pistolet libre à 50 m      | Ragnar Skanåker (SWE)  | Dan Juga (ROU)           | Rudolf Dollinger (AUT) |
| Carabine 50 m 3 positions  | John Writer (USA)      | Lanny Bassham (USA)      | Werner Lippoldt (RDA)  |
| Carabine à 50 m tir couché | Ri Ho-jun (PRK)        | Victor Auer (USA)        | Nicolae Rotaru (ROU)   |
| Pistolet à 25 m tir rapide | Józef Zapędzki (POL)   | Ladislav Faita (TCH)     | Viktor Torchine (URS)  |
| Skeet                      | Konrad Wirnhier (RFA)  | Yevgeni Petrov (URS)     | Michael Buchheim (RDA) |
| Trap                       | Angelo Scalzone (ITA)  | Michel Carrega (FRA)     | Silvano Basagni (ITA)  |
| 10 m cible mobile          | Yakiv Zheleznyak (URS) | Helmut Bellingrodt (COL) | John Kynoch (GBR)      |

## Tir à l'arc
| Épreuves   | Or                  | Argent                 | Bronze                |
| ---------- | ------------------- | ---------------------- | --------------------- |
| Hommes     |                     |                        |                       |
| Individuel | John Williams (USA) | Gunnar Jervill (SWE)   | Kyösti Laasonen (FIN) |
| Femmes     |                     |                        |                       |
| Individuel | Doreen Wilber (USA) | Irena Szydłowska (POL) | Emma Gaptchenko (URS) |

## Voile
| Épreuves        | Or                                                    | Argent                                                           | Bronze                                               |
| --------------- | ----------------------------------------------------- | ---------------------------------------------------------------- | ---------------------------------------------------- |
| Hommes          |                                                       |                                                                  |                                                      |
| Dragon          | Australie Thomas Anderson John Cuneo John Shaw        | Allemagne de l'Est Paul Borowski Karl-Heinz Thun Konrad Weichert | États-Unis Donald Cohan Charles Horter John Marshall |
| Finn            | Serge Maury (FRA)                                     | Ilías Chatzipavlís (GRE)                                         | Viktor Potapov (URS)                                 |
| Flying Dutchman | Grande-Bretagne Christopher Davies Rodney Pattisson   | France Marc Pajot Yves Pajot                                     | Allemagne de l'Ouest Ullrich Libor Peter Naumann     |
| Soling          | États-Unis William Allen William Bentsen Harry Melges | Suède Bo Knape Stefan Krook Stig Wennerström                     | Canada Paul Côté John Ekels David Miller             |
| Star            | Australie Scott Anderson David Forbes                 | Suède Pelle Petterson Stellan Westerdahl                         | Allemagne de l'Ouest Wilhelm Kuhweide Karsten Meyer  |
| Tempest         | Union soviétique Vitali Dyrdyra Valentin Mankin       | Grande-Bretagne David Hunt Alan Warren                           | États-Unis Peter Dean Glen Foster                    |

## Volley-ball
| Épreuves         | Or | Argent | Bronze |
| ---------------- | --- | --- | --- |
| Tournoi masculin | Japon Yoshihide Fukao Kenji Kimura Masayuki Minami Jungo Morita Yūzo Nakamura Katsutoshi Nekoda Tetsuo Nishimoto Yasuhiro Noguchi Seiji Oko Tetsuo Satō Kenji Shimaoka Tadayoshi Yokota                                                          | Allemagne de l'Est Horst Hagen Wolfgang Löwe Wolfgang Maibohm Jürgen Maune Horst Peter Eckehard Pietzsch Siegfried Schneider Arnold Schulz Rudi Schumann Rainer Tscharke Wolfgang Webner Wolfgang Weise | Union soviétique Viktor Borchtch Iefim Tchoulak Viatcheslav Domani Vladimir Kondra Valeri Kravtchenko Ievhen Lapinski Vladimir Patkin Iouri Poiarkov Vladimir Poutiatov Aleksandr Saprikin Iouri Starounski Leonid Zaïko |
| Tournoi féminin  | Union soviétique Lioudmila Borozna Lioudmila Bouldakova Vera Galouchka-Douiounova Tatyana Gonobobleva Natalia Koudreva Galina Leontyeva Tatiana Poniaïeva-Tretiakova Inna Ryskal Roza Salikhova Tatiana Sarytcheva Nina Smoleïeva Lyubov Tyurina | Japon Makiko Furukawa Keiko Hama Takako Iida Toyoko Iwahara Katsumi Matsumura Sumie Oinuma Mariko Okamoto Seiko Shimakage Michiko Shiokawa Takako Shirai Noriko Yamashita Yaeko Yamazaki                | Corée du Nord Hwang He-suk Jang Ok-rim Jong Ok-jin Kang Ok-sun Kim Zung-bok Kim Myong-suk Kim Su-dae Kim Yeun-ja Paek Myong-suk Ri Chun-ok Ryom Chun-ja                                                                  |

## Water-polo
| Épreuves         | Or | Argent | Bronze |
| ---------------- | --- | --- | --- |
| Tournoi masculin | Union soviétique Anatoliy Akimov Oleksiy Barkalov Vadim Gulyaev Aleksandr Dolgushin Aleksandr Dreval Vladimir Shmudski Aleksandr Kabanov Leonid Osipov Viacheslav Sobchenko Nikolay Melnikov Aleksandr Schidlovski | Hongrie András Bodnár Tibor Cservenyák Tamás Faragó István Görgényi Zoltán Kásás Ferenc Konrád István Magas Endre Molnár Dénes Pócsik László Sárosi István Szívós | États-Unis Peter Asch Steven Barnett Bruce Bradley Stanley Cole James Ferguson Eric Lindroth John Parker Gary Sheerer James Slatton Russell Webb Barry Weitzenberg |